# BMW Série 7 (G70)
La BMW G70 est une voiture de tourisme qui représente la septième génération de la BMW Série 7. Elle a été présentée en tant que successeur de la G11 en avril 2022 au Parc olympique de Munich. Comme toutes ses prédécesseurs, elle est fabriquée à l'usine BMW de Dingolfing. Son lancement sur le marché est programmé pour novembre 2022.

## Historique du modèle

### Général

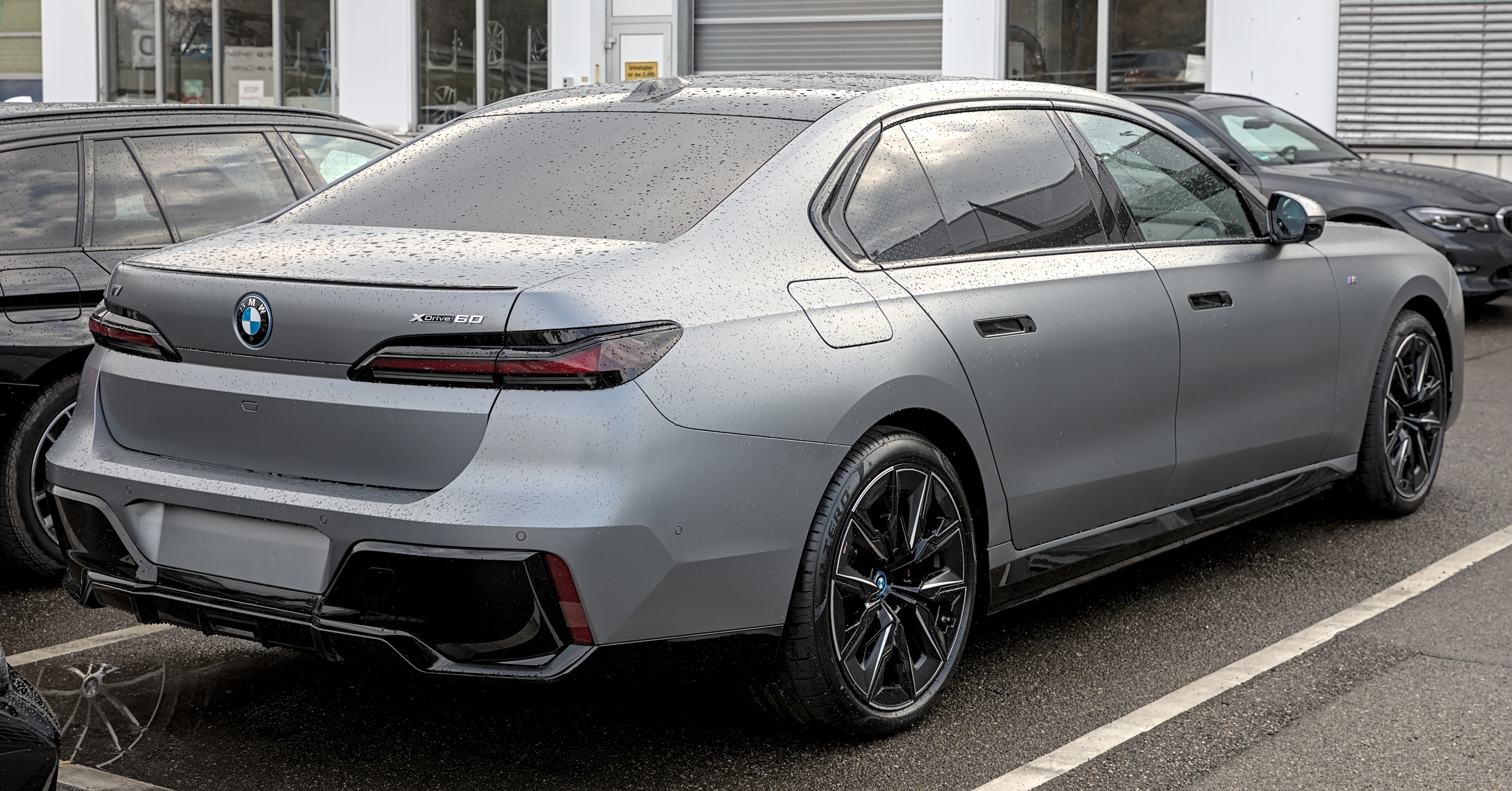
Vue arrière

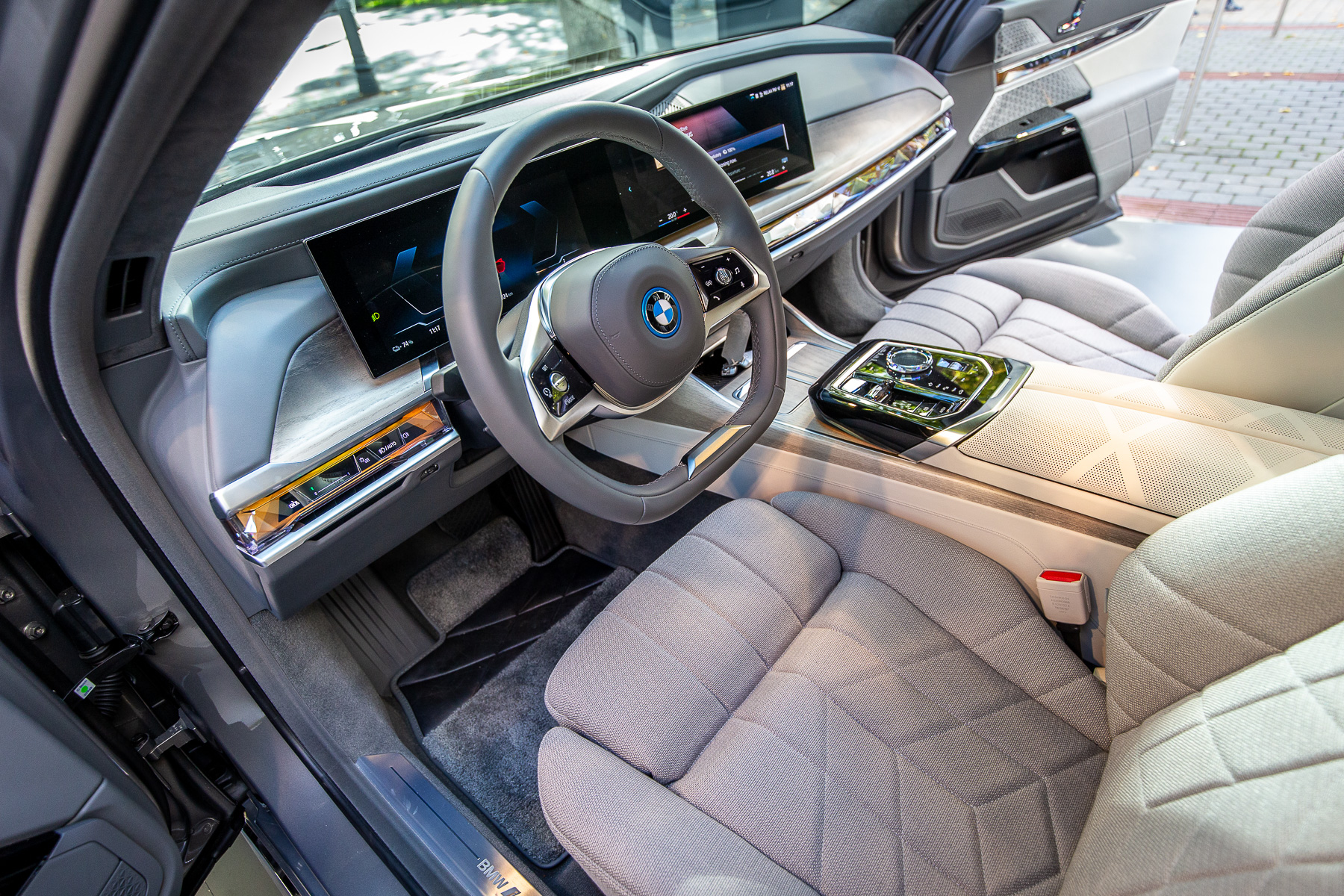
BMW i7, intérieur

Le design est destiné au marché asiatique. Dans cette perspective, un écran d'un peu plus de 31 pouces est proposé pour les places arrière. Les portes s'ouvrent et se ferment électriquement en appuyant sur un bouton,. La carrosserie, plus longue de 13 cm que celle de sa devancière, ne sera produite qu'avec un seul empattement qui sera supérieur à celui de la version longue précédente,. Le coefficient de traînée de 0,24 est très favorable pour la version électrique. Le fabricant utilise la plate-forme CLAR modifiée pour tous les types de transmission. Le véhicule est préparé pour la conduite autonome de niveau trois.

## Technologie et innovation

### Transmission
Bien que BMW ait dépassé les exigences de la flotte européenne, en Europe, la gamme de moteurs à combustion interne reste limitée à des moteurs six cylindres. La première version proposée pour la Série 7 est la variante purement électrique i7 xDrive60, qui est équipée d'un moteur électrique sans aimants permanents (« excité par le courant »,) sur chaque essieu. Dans l'ensemble, cela se traduit par une puissance de 400 kW (544 ch) et un couple total de 745 Nm ; la vitesse maximale est de 240 km/h,. Des systèmes hybrides rechargeables seront disponibles en Europe à partir du printemps 2023. Les moteurs essence de ces modèles seront convertis au cycle de Miller (moteur B58TÜ2) : la 750e xDrive a une puissance totale de 360 kW (490 ch), dont 220 kW proviennent du moteur à combustion, et a un couple de 700 Nm, et la 760e xDrive a une puissance totale de 420 kW (571 ch) et a un couple de 800 Nm. L'autonomie électrique est supérieure à 80 km selon la norme WLTP. Il y aura aussi la 740d xDrive diesel de 286 ch et 650 Nm de couple (de 1750 à 3000 tr/min), avec une assistance électrique de 48 volts qui donne 220 kW (300 ch) et 670 Nm. Pour les États-Unis, il existe la 760i xDrive avec un V8 turbo de 4,4 litres, 400 kW (544 ch) et 750 Nm de couple. Les modèles 735i et 740i, de 210 kW et 280 kW respectivement, seront toujours disponibles en Chine en 2022. Ces versions à moteur thermique atteignent également une vitesse de pointe de 250 km/h. La Série 7 reçoit également la limitation de patinage des roues à proximité de l'actionneur présenté avec la Série 1 de 2019, dans lequel le système antipatinage est intégré au système de gestion moteur. Cela raccourcit les longs trajets du signal vers l'unité de commande ESP (avec le BMW DSC, Dynamic Stability Control), de sorte que les interventions de contrôle sont censées être jusqu'à dix fois plus rapides.

### Châssis
Le châssis a une suspension à double triangulation à l'avant et une suspension à cinq bras à l'arrière. Il est dirigé par une direction assistée électromécanique avec translation dépendante de l'angle de braquage, la direction assistée est dépendante de la vitesse. De plus, une caractéristique axée sur le confort ou sportive peut être réglée. La direction intégrale, qui réduit le rayon de braquage de 0,8 m, est disponible moyennant un supplément. À partir du printemps 2023, il devrait être possible de contrôler toutes les manœuvres de stationnement à l'extérieur du véhicule avec un smartphone. L’assistant de manœuvre peut utiliser le GPS et l'enregistrement des mouvements de direction pour enregistrer diverses manœuvres sur une distance allant jusqu'à 200 mètres, cela est possible pour dix sortes d’emplacements.
Les deux essieux ont une suspension pneumatique avec contrôle automatique du niveau et des amortisseurs à commande électronique, avec lesquels la voiture peut être abaissée de 10 mm en mode sport et également relevée de 20 mm. Une stabilisation du roulis qui fonctionne avec des moteurs pivotants de 48 volts peut être ajoutée. La taille des roues est de 19 pouces, des roues jusqu'à 22 pouces sont disponibles sur demande.

## Intérieur
Le contrôleur iDrive a un aspect en verre cristal. Une nouvelle fonctionnalité est une surface de contrôle avec des surfaces de commande tactiles parfaitement intégrées (barre d'interaction), qui s'étend sur toute la largeur à l’intérieur depuis à peu près le centre du volant jusqu’aux panneaux de porte. Il est rétro-éclairé ; les couleurs peuvent affecter les passagers dans un menu correspondant (« My Modes »). Le toit panoramique en verre a des filaments lumineux LED interchangeables en conséquence.